# Giro de Lombardía 1963
El Giro de Lombardía 1963, la 57.ª edición de esta clásica ciclista, se disputó el 19 de octubre de 1963, con un recorrido de 263 km entre Milán y Como. El vencedor final fue el holandés Jo De Roo, que se impuso al esprint en la línea de llegada. Los italianos Adriano Durante y Michele Dancelli acabaron segundo y tercero respectivamente. 

## Clasificación final
| Posición | Ciclista         | Equipo                            | Tiempo  |
| -------- | ---------------- | --------------------------------- | ------- |
| 1        | Jo De Roo        | Saint-Raphaël-Gitane-R. Geminiani | 7h05'30 |
| 2        | Adriano Durante  | Legnano                           | s.t.    |
| 3        | Michele Dancelli | Molteni                           | s.t.    |
| 4        | Willy Bocklant   | Faema-Flandria                    | s.t.    |
| 5        | Italo Zilioli    | Carpano                           | s.t.    |
| 6        | Angelo Conterno  | Carpano                           | s.t.    |
| 7        | Guido De Rosso   | Molteni                           | s.t.    |
| 8        | Aldo Moser       | San Pellegrino                    | s.t.    |
| 9        | Luigi Maserati   | Gazzola                           | s.t.    |
| 10       | Tom Simpson      | Peugeot                           | a 1'49  |